# قائمة الأناجيل
الأناجيل المضمونة في الكتاب المقدس:
- إنجيل متى
- إنجيل مرقس
- إنجيل لوقا
- إنجيل يوحنا

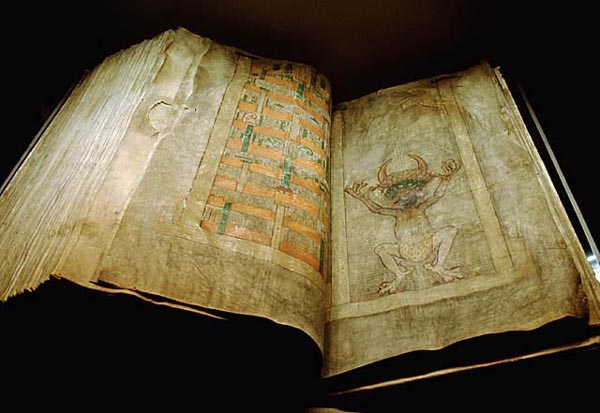
إنجيل متى القانوني

الأناجيل الأخرى، غير المعترف بها في الكتاب المقدس:
- إنجيل توما
- إنجيل الحق
- إنجيل فيلبس
- إنجيل مريم المجدلية
- إنجيل يهوذا
- إنجيل الطفولة العربي
- إنجيل مرسيون
- إنجيل السبعين
- إنجيل الإثنى عشر
- إنجيل العوالم الأربعة السماوية
- إنجيل الحسن
- إنجيل حواء
- إنجيل الناصريين
- إنجيل رادوسلاف
- إنجيل برنابا
- إنجيل برثولوماوس
- إنجيل برلين المجهول
- أناجيل البهناسة
- إنجيل إقرتون
- إنجيل الإبيونيين
- إنجيل العبرانيين
- إنجيل المصريين القبطي
- إنجيل المصريين اليوناني
- إنجيل مرقس السري
- إنجيل يعقوب
- إنجيل متياس
- إنجيل بطرس
- إنجيل برلين المجهول
- الإنجيل الرباعي